# Kasper Winther Jørgensen
Kasper Winther Jørgensen (født 21. marts 1985) er en dansk eliteroer, og har været en del af letvægtsfireren ("Guldfireren") ved OL i London 2012 (OL bronze) og OL i Rio de Janeiro 2016 (OL sølv). Vandt VM og EM guld 2013 og 2014 samt indehaver af verdensrekorden, sat i 2014 til VM i Amsterdam.
Jørgensen begyndte at ro i 2001 som sekstenårig, og han debuterede som landsholdsroer i 2006. Efter OL 2008 kom han med i letvægtsfireren sammen med blandt andet de to OL-guldvindere Eskild Ebbesen og Morten Jørgensen. Denne besætning blev samlet vinder af World Cup i 2009 og VM-sølv samme år. I 2011 kom Jacob Barsøe med i båden, hvorpå disse fire skulle sikre deltagelsen ved OL i 2012. Den blev sikret med en femteplads ved VM i Bled i september 2011. De fire roere har desuden vundet tre World Cup-løb.
Kasper Winther Jørgensen blev cand.psyk. på Københavns Universitet i 2012.